# Langhuajiao
Langhuajiao (en chino: 浪花礁) es una de las islas Paracel. Se le conoce también como "Pengbojiao" (en chino:  蓬勃礁), también conocida como "Qilianyu", junto con otras seis islas cercanas. Un faro construido por los chinos se encuentra aquí. La isla es administrada por la República Popular de China y patrullada por la policía de fronteras China. Es reclamada también como parte de Vietnam.
El Reclamo de soberanía china sobre la isla se hizo de acuerdo con la Declaración del Gobierno de la República Popular de China sobre las líneas de base del mar territorial (15 de mayo de 1996).